# Sự kết dính (khác chất liệu)

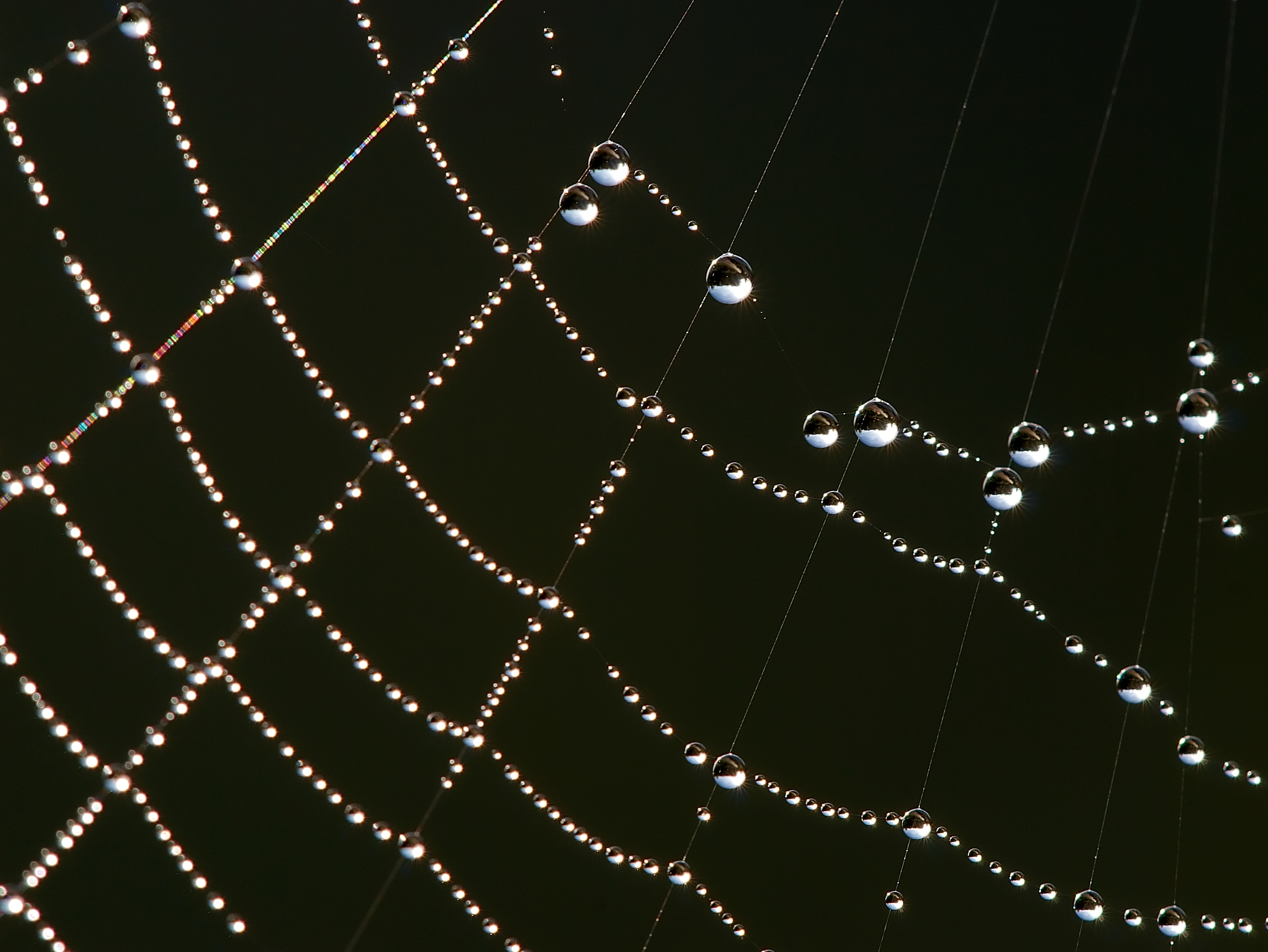
Giọt sương dính vào mạng nhện

Sự kết dính là xu hướng của các hạt hoặc bề mặt không giống nhau bám vào nhau (sự gắn kết là nói đến xu hướng của các hạt / bề mặt tương tự hoặc giống hệt nhau bám vào nhau).
Các lực gây ra sự kết dính và gắn kết có thể được chia thành nhiều loại. Các lực liên phân tử chịu trách nhiệm về chức năng của các loại nhãn dán và băng dính thuộc các loại kết dính hóa học, bám dính phân tán và bám dính khuếch tán. Ngoài cường độ tích lũy của các lực liên phân tử này, cũng có những tác động cơ học nổi bật nhất định.